# Helltown Hellcats
Helltown Hellcats (Helsingborg Roller Derby Club) är en roller derbyförening i Helsingborg som grundades 2011. Helltown Hellcats spelar flat track roller derby, det vill säga roller derby på plan yta. 
Föreningen arrangerade Roller Derby SM i Helsingborg 2018.
Föreningen har 2023 ett seriespelslag och ett juniorlag för ungdomar som heter Helltown Hellkittens. Hellcats deltog i seriespel för första gången 2019 och blev serievinnare i division 2 2023 och avancerade därför uppåt i systemet. De spelar under säsongen 23/24 i division 1.
Juniorlaget Hellkittens spelade sin första match i Gustav Adolfshallen i mars 2023.